# Pagina tappeto

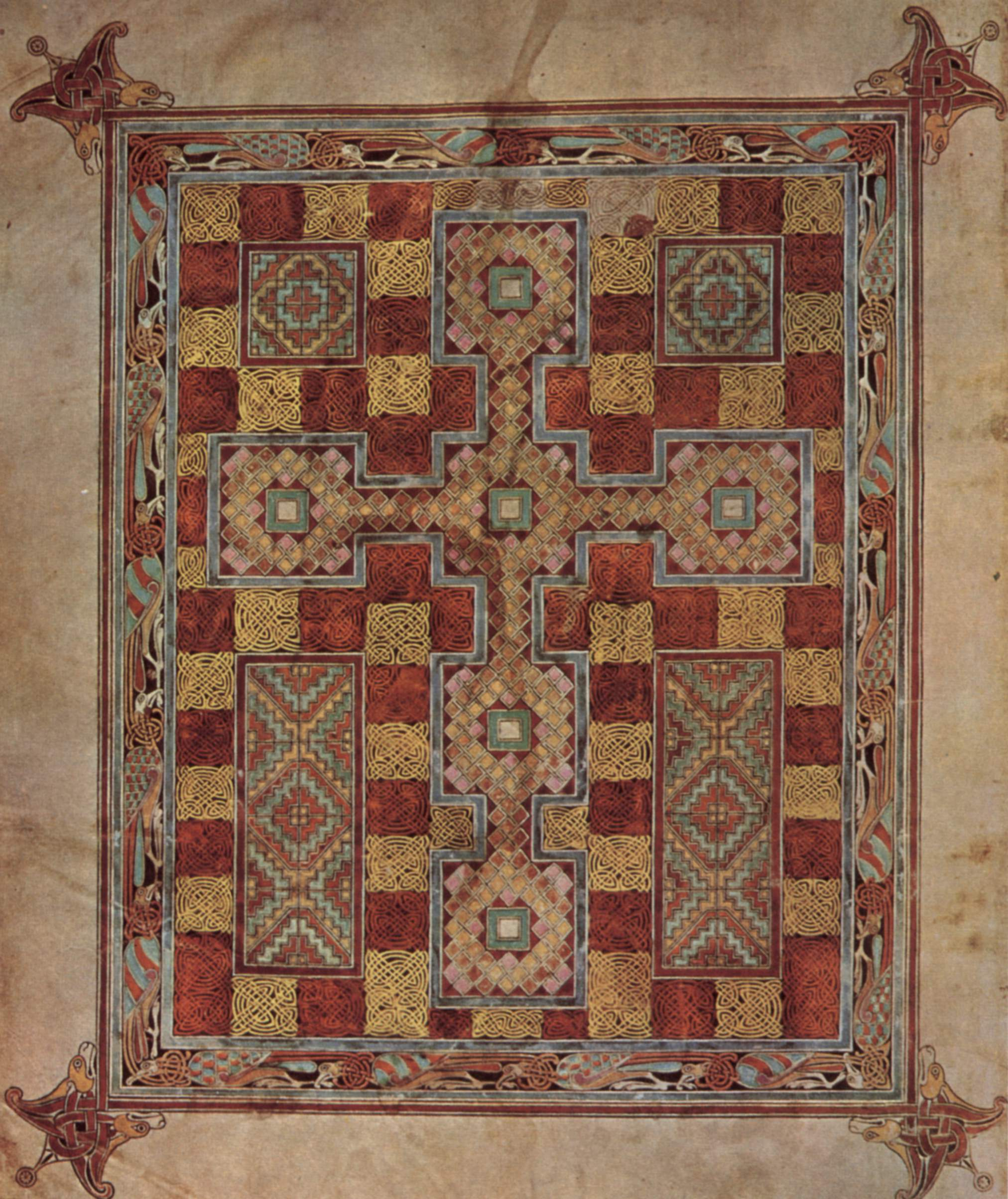
Pagina tappeto tratta dall'Evangeliario di Lindisfarne.

Con pagina tappeto si intende una caratteristica decorazione di pagine provenienti da manoscritti miniati, generalmente nell'ambito dell'arte insulare.
Si tratta di pagine caratterizzate da decorazioni principalmente geometriche, le quali possono però includere forme animali o altre figure. Tali ornamenti dei manoscritti occupano generalmente l'intero foglio, e sono spesso posti prima dell'incipit di ognuno dei quattro vangeli.